# Skørpinge Sogn
Skørpinge Sogn 
ist eine Kirchspielsgemeinde auf der dänischen Insel Seeland. Bis 1970 gehörte sie zur Harde Vester Flakkebjerg Herred im damaligen Sorø Amt, danach zur Hashøj Kommune im Vestsjællands Amt, die im Zuge der  Kommunalreform zum 1. Januar 2007 in der Slagelse Kommune in der Region Sjælland aufgegangen ist.
Im Kirchspiel leben 250 Einwohner (Stand: 1. Januar 2023).
Im Kirchspiel liegt die Kirche „Skørpinge Kirke“.
Nachbargemeinden sind im Norden Sludstrup Sogn, im Osten Gimlinge Sogn, im Südosten Flakkebjerg Sogn, im Südwesten Fårdrup Sogn und im Nordwesten Gerlev Sogn.